# Prise de Pando

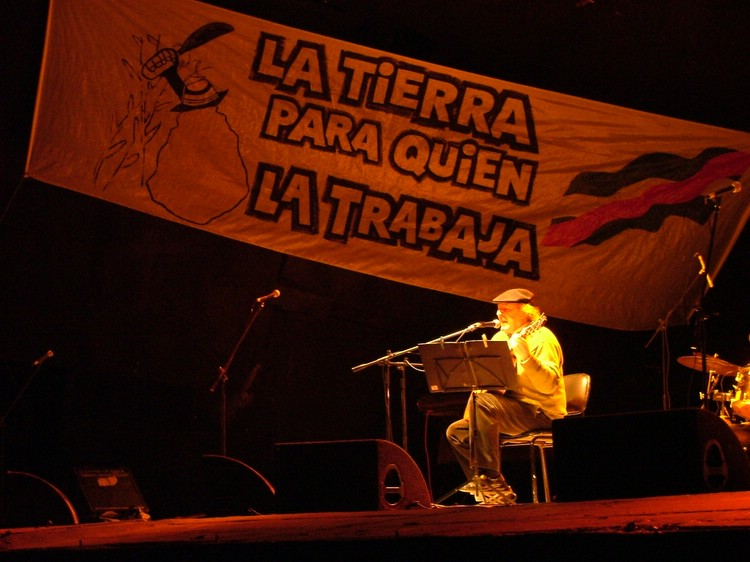
Daniel Viglietti lors d'un Festival en faveur des travailleurs de canne à sucre (les peludos) à Bella Union, (Artigas). Le guitariste fit une chanson en l'honneur de la prise de Pando, jouée en décembre 1969.

La prise de Pando (Uruguay) est une opération de guérilla urbaine des Tupamaros (MLN-T) qui eut lieu le 8 octobre 1969, date du deuxième anniversaire de la mort de Che Guevara et du démantèlement de la guérilla de l'ELN. Les Tupamaros avaient choisi la ville de Pando non seulement pour sa proximité avec la capitale, Montevideo (30 km), mais aussi pour son caractère industriel, ce qui lui donnait une importance bien plus grande que sa faible population (12 000 habitants). Les Tupamaros eux-mêmes ont décrit cette opération dans Actas Tupamaras (Madrid, Revolución, 1972). L'opération elle-même, qui eut lieu sous le gouvernement autoritaire de Jorge Pacheco Areco, fut un succès spectaculaire (à l'exception d'un civil tué par un policier), mais tout dérapa lors de la retraite : dix-neuf des 49 guérilleros, dont Fernández Huidobro, furent alors arrêtés, et trois autres exécutés de sang froid.

## Déroulement de l'opération
Quarante-neuf guérilleros, appartenant à différentes colonnes des Tupamaros, et coordonnées par Héctor Amodio Pérez, ont participé à l'opération. Les cadres du MLN, dont Raúl Sendic, José Mujica, et les chefs de colonnes, étaient en première ligne. La moitié des Tupamaros était déguisée en tant que membres d'un pseudo-cortège funèbre : la mise en scène avait été conçue par l'auteur de théâtre Mauricio Rosencof, encore dans la légalité, et qui deviendra membre du comité exécutif du MLN. Vers 13 h, ils mirent des brassards blancs pour se reconnaître, et se dirigèrent vers leurs objectifs. Ils s'emparèrent alors de la caserne des pompiers, du commissariat, de la centrale téléphonique et de trois banques, desquelles ils sortirent 240 000 dollars. Les policiers furent désarmés, mais quelques imprévus eurent lieu : après que les communications du central aient été coupées, 200 personnes vinrent se plaindre au central téléphonique, et 50 d'entre elles durent être enfermées. Certains Tupamaros avaient oublié les chargeurs de rechange de leurs armes, tandis qu'une Tupamara blessa de son arme à feu un compagnon. Par ailleurs, deux policiers qui résistèrent en tirant tuèrent un passant ; pensant que c'était un membre de la guérilla, ils le laissèrent perdre son sang sans le soigner. À part lui, il n'y eut aucun autre mort durant l'opération .

## Une retraite ratée
L'opération dérapa lors de la retraite : pas assez de véhicules avaient été prévus pour s'enfuir, sans compter les pannes intempestives, tandis que la police bloquait certaines voies, forçant quelques guérilleros à s'enfuir à travers champs. Dix-neuf Tupamaros furent faits prisonniers, dont Fernández Huidobro, et trois Tupamaros (Jorge Salerno, 24 ans, Alfredo Cultelli, 18 ans, et Ricardo Zabalza, 20 ans, frère de Jorge Zabalza) exécutés après s'être rendus. L'argent, quant à lui, fut récupéré par la police. 

## Conséquences
À plus long terme – mais ni l'opinion publique, ni les Tupamaros ne s'en rendirent compte sur le coup – certains militaires commencèrent à envisager une réplique plus importante vis-à-vis de la guérilla que ce que la police se contentait de faire. À court terme, l'action eut une répercussion importante, et joua comme propagande efficace, amenant beaucoup de jeunes à adhérer aux Tupamaros. Daniel Viglietti fit une chanson jouée dès décembre 1969.
Par ailleurs, l'opération inspira la prise de Garín du 30 juillet 1970, organisée en Argentine par les Forces armées révolutionnaires (FAR), qui devait s'appeler à l'origine « opération Pandito » en l'honneur des Tupamaros.
Rétrospectivement, la prise de Pando a pu faire l'objet d'autocritiques de la part de quelques Tupamaros, y compris parmi les plus radicaux, tels que Jorge Zabalza, pour qui il s'agit d'un « péché originel » qui a conduit les Tupamaros à « affronter » directement « les Forces armées » sans avoir constitué un véritable mouvement de masse révolutionnaire.